# Michal Stiborek
Michal Stiborek (1. června 1968 – 8. srpna 2025) byl český ekonom a manažer, v letech 2019–2023 ředitel Institutu klinické a experimentální medicíny (IKEM).

## Život
Michal Stiborek vystudoval Vysokou školu ekonomickou (VŠE) v Praze a MBA na Nottingham Trent University. Více než deset let pracoval v soukromém sektoru. Nejprve byl obchodním ředitelem společnosti Svit Zlín, poté společnosti Setuza. Dále byl generálním ředitelem firmy Marila – Balírny. 
Dne 1. ledna 2019 se stal ředitelem Institutu klinické a experimentální medicíny (IKEM) a v květnu 2023 svou funkci obhájil, dostal 12 z 15 hlasů členů výběrové komise. Do výběrového řízení (konkurzu) na ředitele IKEM probíhajícího v únoru 2023 se přihlásil také přednosta Kliniky transplantační chirurgie Jiří Froněk. Dne 2. února 2023 projednával senátní zdravotnický výbor za zavřenými dveřmi v pátém bodu programu „Informaci o situaci v IKEM“ – věc, kdy byl v polovině října 2022 Jiří Froněk pozván k jednání s vedením IKEM za účasti právničky pro odmítnutí spolupráce se slovenskými kolegy a neposkytnutí lékařské pomoci lidem s vážnou diagnózou, kterého se účastnil se svým advokátem a kterého závěr byl, že došlo k „informačnímu diskomfortu a v žádném případě se nejednalo o odmítnutí péče, respektive neposkytnutí péče“. A senátoři také řešili přednostu kardiochirurgické kliniky profesora Ivana Netuku, kterému hrozil oficiální vytýkací dopis a kdy opět došlo na právníky pro neohlídání expirace šesti srdečních čerpadel používaných v kardiochirurgii a nakoupených během pandemie covidu-19 (od 2. prosince 2019), kde cena jedné byla 2,5 mil. Kč. Senátoři oba body na neveřejné schůzi projednali a chybu viděli spíše u ředitele IKEM Stiborka. Předseda senátního výboru Roman Kraus (ODS) k nepřímému obvinění transplantačního chirurga Jiřího Froňka z neposkytnutí péče uvedl: „Byly to vykonstruované výtky vůči skupině kolem profesora Froňka" a místopředseda výboru Tomáš Fiala (ODS) a ředitel nemocnice v jihočeských Strakonicích: „Já jsem ředitelem nemocnice 21. rokem a takhle nepodržet šéfa kliniky bych si nikdy nedovolil.“ Obě věci řešilo více vlivných lidí včetně premiéra Petra Fialy, který spolu s ministrem zdravotnictví Vlastimilem Válkem (TOP 09) IKEM 22. června 2023 navštívili. Podle ministra zdravotnictví Vlastimila Válka se nedělo nic mimořádného: „IKEM je pracoviště, kde působí významní odborníci, často celosvětově známí. A jako v každé profesi, i tady mají takoví odborníci spory.“ Podle kritiků mohl mít Stiborek zájem soupeře od soutěže na ředitele IKEM odradit. Obdobně se vyjádřil Stiborek a poukázal na podání podnětu senátnímu zdravotnickému výboru v době konání výběrového řízení.
Dne 15. srpna 2023 Seznam Zprávy přinesly informaci, že souběžně s výkonem funkce ředitele IKEM obchodoval s úvěry – rozhodoval, kdo dostane půjčku od společnosti Califica, kterou ovládal Jaroslav Holan odsouzený za zpronevěru a využívající pro půjčky prostředky (kapitál) – více než 57 milionů Kč nejasně získaných, od Stiborkovy firmy Glenias House i Stiborkova blízkého spolupracovníka Pavla Raaba jako vymahače, v minulosti odsouzeného za násilnou trestnou činnost. Ministr zdravotnictví Vlastimil Válek (TOP 09) věc se Stiborkem probírat odmítl a poukázal na jeho nejnižší prověrku od Národního bezpečnostního úřadu (NBÚ). Přinejmenším v jednom případě soud uvedl, že Stiborek nastavil úroky z prodlení nemorálně vysoko („v rozporu s dobrými mravy“).

## Kauza IKEM
Dne 18. srpna 2023 rezignoval na funkci ředitele z důvodu kauzy nemocničních zakázek a řízením IKEM byl pověřen jeho statutární zástupce Jiří Malý. Dne 16. srpna 2024 Národní centrála proti organizovanému zločinu kauzu nemocničních zakázek odložila.
Dne 6. října 2023 Generální inspekce bezpečnostních sborů obvinila jeho i jeho náměstka Jiřího Malého a šéfa IT Petra Rašku pro podezření ze spáchání trestného činu z vydírání Jana Pirka a přednosty kliniky kardiovaskulární chirurgie IKEM Ivana Netuky. Dne 8. srpna 2025 soud stanovil začátek procesu na 13. října téhož roku. Ještě téhož dne však Stiborek zemřel na následky těžké nemoci.